# Leskhoz (Uliànovsk)
|  | Per a altres significats, vegeu «Leskhoz». |

Leskhoz (en rus: Лесхоз) és un poble (un possiólok) de l'óblast d'Uliànovsk, a Rússia, que el 2018 tenia 81 habitants. Pertany al districte municipal de Kuzovàtovo.